# Ophiorrhiza decipiens
Ophiorrhiza decipiens är en måreväxtart som beskrevs av Elmer Drew Merrill och Lily May Perry. Ophiorrhiza decipiens ingår i släktet Ophiorrhiza och familjen måreväxter. Inga underarter finns listade i Catalogue of Life.